# Алісія Молтон
Алісія Молтон (англ. Alycia Moulton, нар. 18 лютого 1961) — колишня американська професійна тенісистка.
Здобула два одиночні та п'ять парних титулів туру WTA.
Найвищу одиночну позицію світового рейтингу — 26 місце досягнула 26 листопада 1984, парну — 28 місце — 25 травня 1987 року.
Завершила кар'єру 1988 року.

## Фінали Туру WTA

### Одиночний розряд: 5 (2–3)
| Перемога — Легенда                |
| --------------------------------- |
| Турніри Великого шолома (0–0)     |
| Турніри WTA Tour (0–0)            |
| Virginia Slims, Avon, Other (2–3) |

| Титули за покриттям |
| ------------------- |
| Тверде (0–1)        |
| Трава (1–1)         |
| Ґрунт (0–1)         |
| Килим (1–0)         |

| Результат | Ранг | Дата             | Турнір                         | Покриття | Опонент         | Рахунок       |
| --------- | ---- | ---------------- | ------------------------------ | -------- | --------------- | ------------- |
| Поразка   | 1.   | 1 листопада 1982 | Hong Kong Tennis Open, Гонконг | Ґрунт    | Катрін Єкселл   | 3–6, 5–7      |
| Перемога  | 1.   | 21 лютого 1983   | Ridgewood Open, USA            | Килим    | Катрін Єкселл   | 6–4, 6–2      |
| Поразка   | 2.   | 6 червня 1983    | Birmingham Classic, England    | Трава    | Біллі Джин Кінг | 0–6, 5–7      |
| Перемога  | 2.   | 11 липня 1983    | Virginia Slims of Newport, USA | Трава    | Кімберлі Шефер  | 6–3, 6–2      |
| Поразка   | 3.   | 20 серпня 1984   | Мастерс Канада, Канада         | Тверде   | Кріс Еверт      | 2–6, 6–7(3–7) |

### Парний розряд: 10 (5–5)
| Перемога - Легенда                |
| --------------------------------- |
| Турніри Великого шолома (0–0)     |
| Турніри WTA Tour (0–0)            |
| Virginia Slims, Avon, Other (5–5) |

| Титули за покриттям |
| ------------------- |
| Тверде (3–1)        |
| Трава (0–1)         |
| Ґрунт (1–0)         |
| Килим (1–3)         |

| Результат | Ранг | Дата             | Турнір                   | Покриття | Партнер        | Опоненти                        | Рахунок       |
| --------- | ---- | ---------------- | ------------------------ | -------- | -------------- | ------------------------------- | ------------- |
| Перемога  | 1.   | 1 листопада 1982 | Hong Kong Tennis Open    | Ґрунт    | Лора Дюпонт    | Дженніфер Мундел Івонн Вермак   | 6–2, 4–6, 7–5 |
| Поразка   | 1.   | 28 лютого 1983   | Nashville                | Килим    | Пола Сміт      | Розалін Феербенк Кенді Рейнолдс | 4–6, 6–7      |
| Перемога  | 2.   | 25 квітня 1983   | Atlanta                  | Тверде   | Шерон Волш     | Розмарі Касалс Венді Тернбулл   | 6–3, 7–6(7–1) |
| Поразка   | 2.   | 9 січня 1984     | Silicon Valley Classic   | Килим    | Розмарі Касалс | Мартіна Навратілова Пем Шрайвер | 2–6, 3–6      |
| Перемога  | 3.   | 22 жовтня 1984   | Брайтон                  | Килим    | Пола Сміт      | Барбара Поттер Шерон Волш       | 6–7, 6–3, 7–5 |
| Поразка   | 3.   | 10 червня 1985   | Birmingham Classic       | Трава    | Еліз Берджін   | Террі Голледей Шерон Волш       | 4–6, 7–5, 3–6 |
| Поразка   | 4.   | 24 березня 1986  | Phoenix                  | Тверде   | Лінда Гейтс    | С'юзен Маскарін Бетсі Нагелсен  | 3–6, 7–5, 4–6 |
| Перемога  | 4.   | 21 липня 1986    | Berkeley                 | Тверде   | Бет Герр       | Емі Голтон Елна Рейнах          | 6–1, 6–2      |
| Перемога  | 5.   | 28 липня 1986    | Southern California Open | Тверде   | Бет Герр       | Еліз Берджін Розалін Феербенк   | 5–7, 6–2, 6–4 |
| Поразка   | 5.   | 6 жовтня 1986    | Zurich Open              | Килим    | Лорі Макніл    | Штеффі Граф Габріела Сабатіні   | 6–1, 4–6, 4–6 |

## Виступи в одиночних турнірах Великого шолома
| Турнір                                 | 1978  | 1979  | 1980  | 1981  | 1982  | 1983  | 1984  | 1985  | 1986  | 1987  | 1988  | Career SR |
| -------------------------------------- | ----- | ----- | ----- | ----- | ----- | ----- | ----- | ----- | ----- | ----- | ----- | --------- |
| Відкритий чемпіонат Австралії з тенісу |       |       |       |       | 2р    | 3р    | 1р    | 1р    | NH    | 2р    |       | 0 / 5     |
| Відкритий чемпіонат Франції з тенісу   |       |       |       |       |       | 2р    | 1р    |       | 1р    |       |       | 0 / 3     |
| Вімблдонський турнір                   |       | 2р    | 1р    |       | 2р    | 1р    | 2р    | 3р    | 2р    | 3р    |       | 0 / 8     |
| Відкритий чемпіонат США з тенісу       | 1р    | 2р    | 1р    | 3р    | 3р    | 2р    | 1р    | 2р    | 2р    | 1р    |       | 0 / 10    |
| SR                                     | 0 / 1 | 0 / 2 | 0 / 2 | 0 / 1 | 0 / 3 | 0 / 4 | 0 / 4 | 0 / 3 | 0 / 3 | 0 / 3 | 0 / 0 | 0 / 26    |
| Рейтинг на кінець року                 | 91    | 70    | 114   | 88    | 38    | 33    | 19    | 35    | 34    | 51    | NR    |           |